# Mezzocorona
Mezzocorona är en ort och kommun i provinsen Trento i regionen Trentino-Sydtyrolen i Italien. Kommunen hade 5 501 invånare (2018).